# Pseudoeurycea juarezi
Espèce
Statut de conservation UICN

 CR A2a+4a : 
En danger critique
Pseudoeurycea juarezi est une espèce d'urodèles de la famille des Plethodontidae.

## Répartition
Cette espèce est endémique de l'État d'Oaxaca au Mexique. Elle se rencontre de 2 400 à 3 000 m d'altitude dans la Sierra Juárez et la Sierra Mixe.

## Étymologie
Cette espèce est nommée en référence au lieu de sa découverte, la Sierra Juárez.

## Publication originale
- Regal, 1966 : A new plethodontid salamander from Oaxaca, Mexico. American Museum Novitates, no 2266, p. 1-8 (texte intégral).